# Casimiro Morcillo
Casimiro Morcillo González (Soto del Real, 26 de enero de 1904 - Madrid, 30 de mayo de 1971) fue un arzobispo español, primer obispo de Bilbao y primer arzobispo de Madrid. Ocupó los cargos de obispo de Bilbao, arzobispo de Zaragoza y arzobispo de Madrid. Fue padre conciliar durante el Concilio Vaticano II. También fue designado en dos ocasiones por el propio Francisco Franco como procurador en Cortes durante la dictadura.

## Biografía

### Primeros años y formación
Nació en 1904 en el pequeño pueblo de Chozas de la Sierra, el cual tras un proceso en el que participó el propio obispo Morcillo cambió su nombre a Soto del Real. 
Inició sus estudios eclesiásticos en el Seminario Diocesano de Madrid, continuándolos en París y en Roma, donde obtuvo el doctorado en Sagrada Teología. Fue ordenado sacerdote el 19 de diciembre de 1926.

### Vida sacerdotal y docente
Fue profesor de Literatura y Lengua en el Seminario Diocesano de Madrid durante tres cursos. En 1932 fue designado consiliario nacional de Acción Católica junto con Vicente Enrique y Tarancón, futuro cardenal, con el que entabló una gran amistad desde entonces.
El alzamiento del 18 de julio de 1936 le sorprendió en Santander, zona nacional, por lo que pudo organizar el primer Domund de España. En 1938, el obispo Eijo Garay le nombró delegado y, después, vicario general de Madrid-Alcalá.

### Episcopado
Nombrado obispo titular de Agathopolis el 25 de enero de 1943 para ocupar una vez consagrado su puesto como auxiliar de Madrid-Alcalá. El 3 de junio de 1944 ordenó como diáconos a los tres primeros miembros del Opus Dei en ordenarse: Álvaro del Portillo, José Luis Muzquiz y José María Hernández Garnica. La celebración tuvo lugar en Seminario de Madrid.
El 2 de noviembre de 1949 se erigió la diócesis de Bilbao al separarla de la Diócesis de Vitoria y fue nombrado su primer obispo el 13 de mayo del año siguiente. Durante este período el obispo impulsó la construcción de nuevos templos en colaboración con la Junta de Construcción de Templos Parroquiales de Bilbao entre los que destacan los templos del Corpus Christi, Ntra. Sra. del Pilar en Indautxu, la Santa Cruz, Cristo Rey o María Reina en Santutxu.
Ascendido en 1955, el 21 de septiembre, como ordinario de la archidiócesis de Zaragoza. En 1964, la diócesis de Madrid pasó a denominarse archidiócesis y el 24 de marzo de ese año, al morir Leopoldo Eijo y Garay, Casimiro Morcillo fue nombrado primer arzobispo de Madrid.
Por decisión del Jefe de Estado, Francisco Franco, es nombrado procurador a Cortes franquistas permaneciendo dos legislaturas (1964-1967 y 1967-1971). Dicho cargo le condujo a formar parte, asimismo, del Consejo del Reino al ser el prelado de mayor rango jerárquico y antigüedad en las Cortes.
Fue padre conciliar del Concilio Vaticano II y parte integrante del Coetus Internationalis Patrum.
Fue vicepresidente de la Conferencia Episcopal Española durante el trienio 1966-1969 y presidente de la misma desde 1969 hasta su fallecimiento en 1971.
Durante su presidencia de la Conferencia Episcopal tuvo que lidiar con las consecuencias del proceso de Burgos contra miembros de ETA, y apoyó a los obispos de San Sebastián (Jacinto Argaya) y Bilbao (José María Cirarda) en sus acciones. En sus últimos meses de vida, ya enfermo, pidió al vicepresidente, Vicente Enrique y Tarancón, cardenal arzobispo de Toledo, que presidiera la plenaria del Episcopado en su ausencia obligada.
Durante su ministerio episcopal en Madrid, nació el Camino Neocatecumenal, obra de Kiko Argüello y Carmen Hernández. También La Obra de la Iglesia fue fundada por la  Trinidad Sánchez Moreno y aprobada por Casimiro Morcillo en aquellos años.

## Condecoraciones
- Caballero gran cruz de la Orden de Carlos III (1969).

## Obras

### Libros:
- Lope de Vega, sacerdote (Madrid, 1934).